# Цагароло
Цагароло (итал. Zagarolo) је насеље у Италији у округу Рим, региону Лацио.
Према процени из 2011. у насељу је живело 11509 становника. Насеље се налази на надморској висини од 288 м.

## Становништво
Према резултатима пописа становништва 2011. у општини је живело 16.922 становника.
| 1931. | 1936. | 1951. | 1961. | 1971. | 1981. | 1991.  | 2001.  | 2011.  |
| ----- | ----- | ----- | ----- | ----- | ----- | ------ | ------ | ------ |
| 5.503 | 5.477 | 6.107 | 6.260 | 7.004 | 7.318 | 10.047 | 12.735 | 16.922 |

## Партнерски градови
- Нелахозевес, Си Фор ле Плаж